# 蜀山东站
蜀山东站原名合肥西站，位于中华人民共和国安徽省合肥市蜀山区望江路与翡翠路交叉口南翡翠路上，始建于1995年。距合肥站19公里，是合九铁路的首站。合肥西站列车主要以安庆、九江、南昌方向为主，兼有广州、北京方向的过路列车停靠。2010年7月竹溪站建成后，车站不再办理货运业务，2013年开始全封闭大修，车站也进行了整体南移，原计划随合福客运专线通车而恢复运营。后因上海铁路局认为既有合肥站和合肥南站运能充足、加停合肥西站反而会降低线路运行效率而缓开客运至今。2020年11月20日起，车站名称由合肥西站变更为蜀山东站。
合肥西站原为合九铁路有限责任公司下辖的直属站，2002年7月撤销并入合九铁路行车事业部。2008年合九铁路行车事业部更名为合九车务段，并于2009年5月13日被上海铁路局编入合肥车务段:102，车站因此由合肥车务段管理至今。

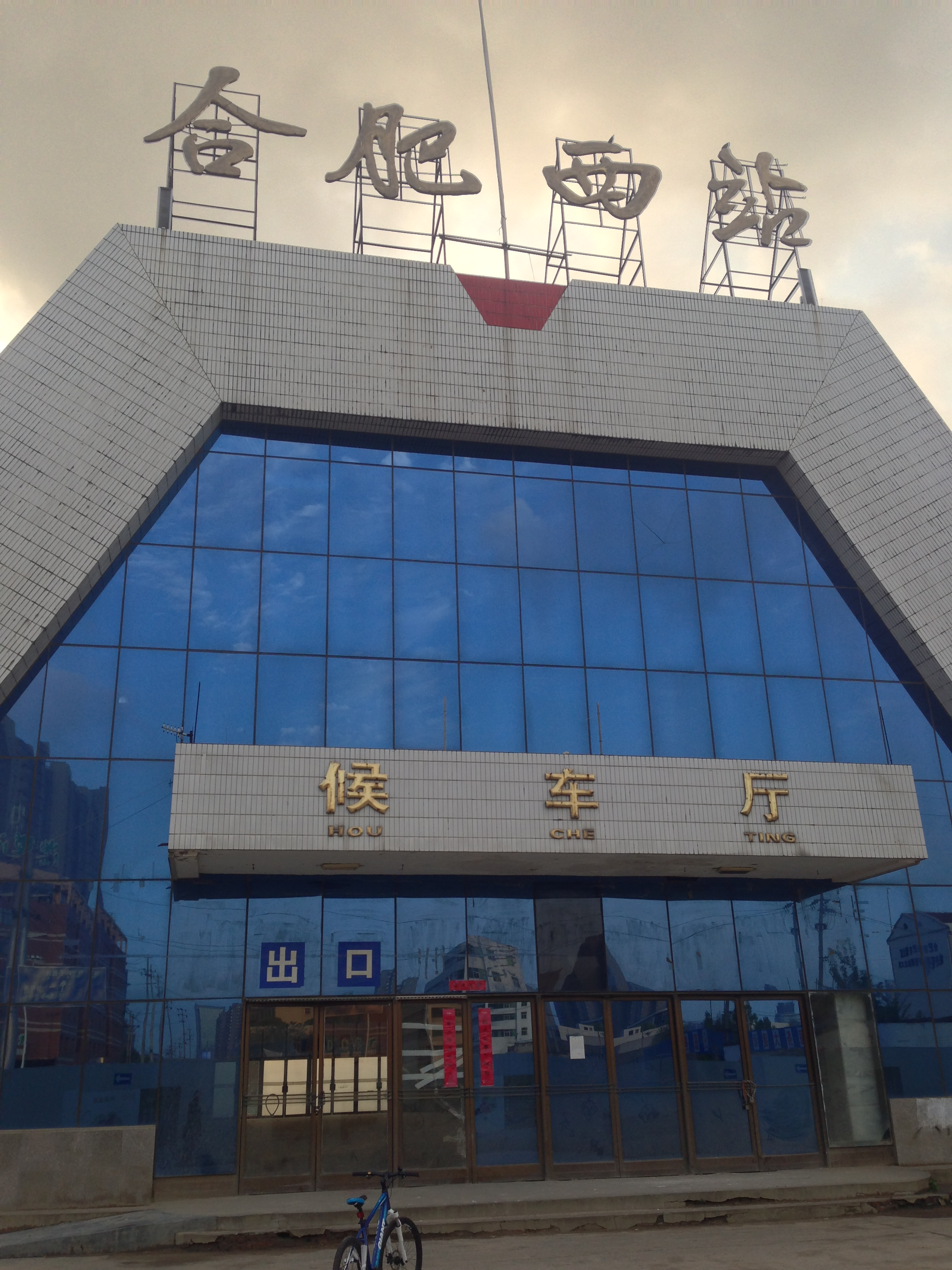
已停用并封闭的前合肥西站站房
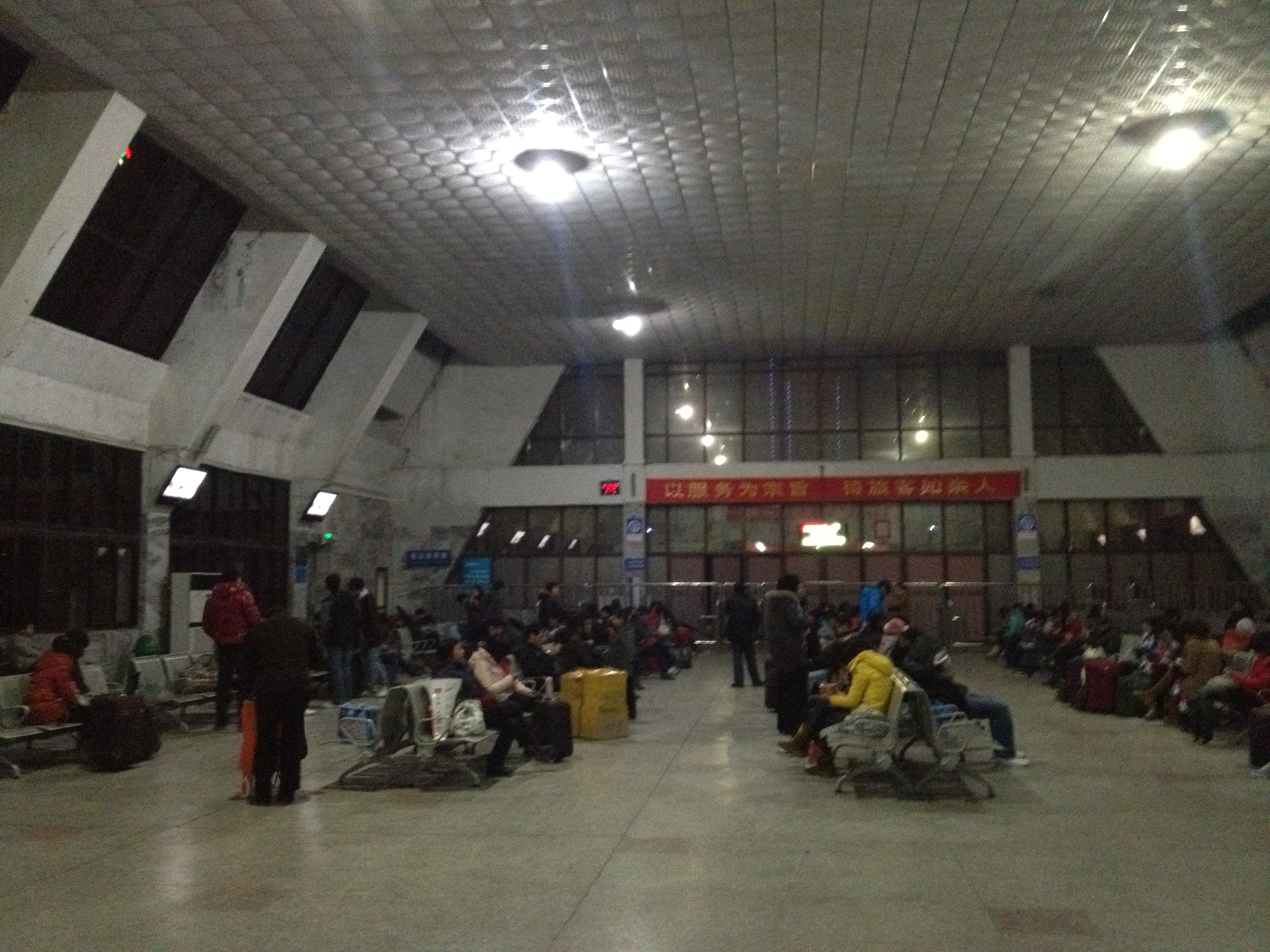
前合肥西站候车室